# 로트루드 드 트레베
로트루드 드 트레베(Rotrude de Treves, 690년경 ~ 724년/725년) 혹은 히스바예의 로트루드(Rotrude de Hesbaye), 크로트루디스(Chrodtrudis)는 프랑크 왕국의 귀족으로 카롤루스 마르텔루스의 첫 정실 부인이었다. 피핀 3세의 어머니이자, 카롤루스 대제의 할머니이다. 바이에른의 아길롤핑 가문 출신으로 추정된다. 그러나 정확한 출신과 행적은 알려진 것이 없다. 출신지에 대해서도 히스바예 출신 설, 트레베 출신 설이 있다.

## 생애
그녀의 출신과 친정은 다소 불확실한데, 바이에른 출신으로 아길롤핑 가문 출신이라는 가설과, 다소 불확실하지만 히스바예(Hesbaye) 출신이라는 가설, 트레베(Treves) 출신이라는 가설도 있다. 프랑스의 계보학자인 크리스티앙 세티파니(Christian Settipani)는 카롤루스 대제의 조상에 관한 작품에서 1915년에 처음 출간된 앙통 알바델(Anton Halbedel)의 분석을 연구하면서 트리어의 주교 밀로, 그의 아들이자 역시 트리어의 주교 성 레드비누스(Saint Leudwinus)의 일가로 추정하기도 했다. 739년 성 반드릴레 평신도 수도원(Laienabt von Saint-Wandrille)의 원장 구이도(Wido)의 문서에 언급되는데, 위도는 클로트루드가 트리어의 주교 밀로, 그의 아들이자 역시 트리어의 주교 성 레드비누스(Saint Leudwinus)와 가깝다는 언급을 하기도 했다.
714년 12월 피핀 2세가 사망하면서 후계자로 자신의 본처 플렉트루디스의 손자들을 후계자로 지목했다. 플렉트루데는 카를 마르텔을 곧 투옥했고, 클로트루드 역시 투옥당했다.
그녀의 행적에 대한 기록은 나타나지 않고, 다만 그의 후손들의 자료에 이름만이 전한다. 카롤루스 대제의 한 딸의 기록, 바이에른 부족 공작으로 그녀의 외손자 타실로 3세의 기록, 경건왕 루트비히 1세, 로타르 1세, 서프랑크의 대머리 카를 2세, 단순왕 샤를 3세 생쁠 등의 가계에 그녀의 이름이 언급되어 있다.
카를로마누스 1세와 프랑크 왕국의 국왕이 되는 피핀 3세, 바이에른의 아길롤핑 가문의 외손자인 알레만니아 출신 바이에른 공 오딜로의 처 힐트루드(Hiltrud), 랑드라드(Landrade), 기욤 드 겔론의 어머니인 알다(Alda) 또는 아우다(Auda)가 그의 자녀들이고, 카롤루스 대제의 할머니가 된다.
그의 정확한 최후는 알 수 없으나, 모셀라니 연대기(Annales mosellani)에 의하면 724년, 725년을 전후해서 사망했다고 한다. 사망 원인과 정확한 사망 일자는 전하지 않는다.

## 같이 보기
- 카롤루스 마르텔
- 피핀 3세

## 참고 자료
- Settipani, Christian, Les Ancêtres de Charlemagne, Paris, 1989
- Gerberding, Richard A., The Rise of the Carolingians and the Liber Hisgtoriae Francorum, Oxford University Press, 1987
- Claussen, M. A., The Reform of the Frankish Church: Chrodegang of Metz and the Regula Canonicorum in the Eighth Century, Cambridge University Press, 2004